# Bulgaria Democrática
Bulgaria Democrática (DB) es una alianza electoral en Bulgaria formada por tres partidos políticos: ¡Sí, Bulgaria!, Demócratas por una Bulgaria Fuerte y Los Verdes. La alianza se creó el 12 de abril de 2018.

## Historia
La creación de Bulgaria Democrática se anunció oficialmente mediante la firma simbólica de una declaración titulada "Una Bulgaria Democrática puede hacer más". Los tres partidos se unieron después de varios meses de conversaciones sobre cooperación durante las próximas elecciones generales. En su manifiesto, la unión estableció sus principales objetivos, incluido ser una alternativa al gobierno actual y consolidar los valores democráticos de Bulgaria y las opciones euroatlánticas. 

## Estructura
La estructura de la Bulgaria Democrática tiene dos colíderes: Hristo Ivanov de Yes, Bulgaria! y Atanas Atanasov de Demócratas por una Bulgaria Fuerte. Los líderes de Los Verdes, Vladislav Panev y Borislav Sandov, también participan en el consejo.

### Composición
| Partido | Partido                                                        | Abbr. | Fundado            | Líder                           | Ideología                                                                    | Resultado de 2017 | Diputados | Eurodiputados |
| ------- | -------------------------------------------------------------- | ----- | ------------------ | ------------------------------- | ---------------------------------------------------------------------------- | ----------------- | --------- | ------------- |
|         | Demócratas por una Bulgaria Fuerte Демократи за силна България | DSB   | 30 de mayo de 2004 | Atanas Atanasov                 | Conservadurismo nacional Conservadurismo liberal Proeuropeísmo Anticomunismo | 3,06% (RB)        | 0/240     | 1/17          |
|         | ¡Sí, Bulgaria! Да, България!                                   | ¡Sí!  | 7 de enero de 2017 | Hristo Ivanov                   | Anticorrupción Compromiso civil Proeuropeísmo Sincretismo                    | 2,88%             | 0/240     | 0/17          |
|         | Movimiento Verde Зелено движение                               | ZD    | 18 de mayo de 2008 | Borislav Sandov Vladislav Penev | Política verde Liberalismo verde Liberalismo social Proeuropeísmo            | 2,88% ( ¡Sí! )    | 0/240     | 0/17          |

## Posiciones políticas

### Finanzas
Algunas de las prioridades de DB son la afiliación a la Unión Bancaria y a la Eurozona de Bulgaria, una reducción del gasto presupuestario a 1/3 del PIB, así como una reforma fiscal, con una reducción del IVA del 20% al 18% y un mínimo no imponible del impuesto sobre la renta.

### Defensa
En el ámbito de la defensa, el partido busca el apoyo público de las Fuerzas Armadas utilizando el contrato social de la política defensiva.

## Resultados electorales

### Elecciones al Parlamento Europeo de 2019
Para seleccionar a sus candidatos, ¡Sí, Bulgaria! llevó a cabo una elección preliminar remota. Aquellos que deseen votar pueden hacerlo digitalmente usando la aplicación móvil de Sí, Bulgaria! o por correo Todos los miembros de Sí, Bulgaria! tenía derecho a participar, junto con todos los que recibieron una invitación de un miembro actual del partido. El proceso electoral se inició el 27 de noviembre de 2018 y los resultados finales se declararon el 11 de febrero de 2019. Votaron 5898 personas y el candidato con más votos fue Stefan Tafrov, diplomático y ex embajador.
El candidato de los Demócratas por una Bulgaria Fuerte para las elecciones europeas, Svetoslav Malinov, fue seleccionado mediante una resolución durante el Congreso Nacional del partido el 12 de noviembre de 2018 Malinov ha sido miembro del Parlamento Europeo desde 2009 como miembro del Partido Popular Europeo.
El 22 de febrero de 2019, Los Verdes anunciaron a su candidata principal para las elecciones, Albena Simeonova, una ambientalista y emprendedora en el ámbito de la bio agricultura. Fue elegida a través de una votación en línea en el sitio web del partido.
La Bulgaria Democrática finalmente ganó un escaño en las elecciones al Parlamento Europeo de 2019, que fue para el miembro del DSB Radan Kanev .

### Elecciones locales 2019
Las elecciones locales se llevaron a cabo el 27 de octubre de 2019, y la Bulgaria Democrática no logró ganar una sola alcaldía, pero superó con creces las expectativas en la capital, Sofía, donde ganó en 8 de los 25 distritos, incluida la mayor parte del centro de la ciudad. Los resultados fueron vistos como un serio revés para el gobernante GERB, que hasta entonces había mantenido un fuerte control sobre la capital, ganando en 23 de los 25 distritos en 2015 .

### Estadísticas
| Elección | Asientos ganados | Votos   | %     | Rango |
| -------- | ---------------- | ------- | ----- | ----- |
| 2019     | 1/17             | 118,484 | 6,06% | 5°    |

| Año        | Votos        | %     | Resultado | +/- | Gobierno             |
| ---------- | ------------ | ----- | --------- | --- | -------------------- |
| Abr. 2021  | 302.270 (#5) | 9,45  | 27/240    |     | Repetición electoral |
| Jul. 2021  | 345.331 (#4) | 12,64 | 34/240    | 7   | Repetición electoral |
| Nov. 2021  | 166.966 (#6) | 6,37  | 16/240    | 18  | Coalición            |
| 2022       | 186.511 (#6) | 7,45  | 20/240    | 4   | Repetición electoral |
| 2023a      | 621.069 (#2) | 24,56 | 26/240    | 6   | Coalición            |
| Jun.-2024a | 307.849 (#3) | 13,92 | 17/240    | 9   | Repetición electoral |
| Oct.-2024a | 346.063 (#2) | 13,74 | 18/240    | 1   | Oposición            |

a En coalición con PP.